# Pasarela del Avre
La pasarela del Avre (en francés: passerelle de l'Avre) es un puente-acueducto sobre el río Sena que conecta el Bois de Boulogne, en París, con la ciudad de Saint-Cloud en el departamento de Altos del Sena. Es el punto más occidental de la ciudad de Paris.

## Descripción
La pasarela del Avre es un puente-acueducto construido entre el Bois de Boulogne en París y Saint-Cloud, según los planos de Gustave Eiffel, a petición de la ciudad de París. El puente es parte de la acueducto del Avre que lleva las aguas del río Avre hasta París y permite que las canalizaciones crucen el Sena. Tiene una pasarela para peatones.
El GR 1 toma esta pasarela saliendo del Bois de Boulogne.

## Galería de imágenes

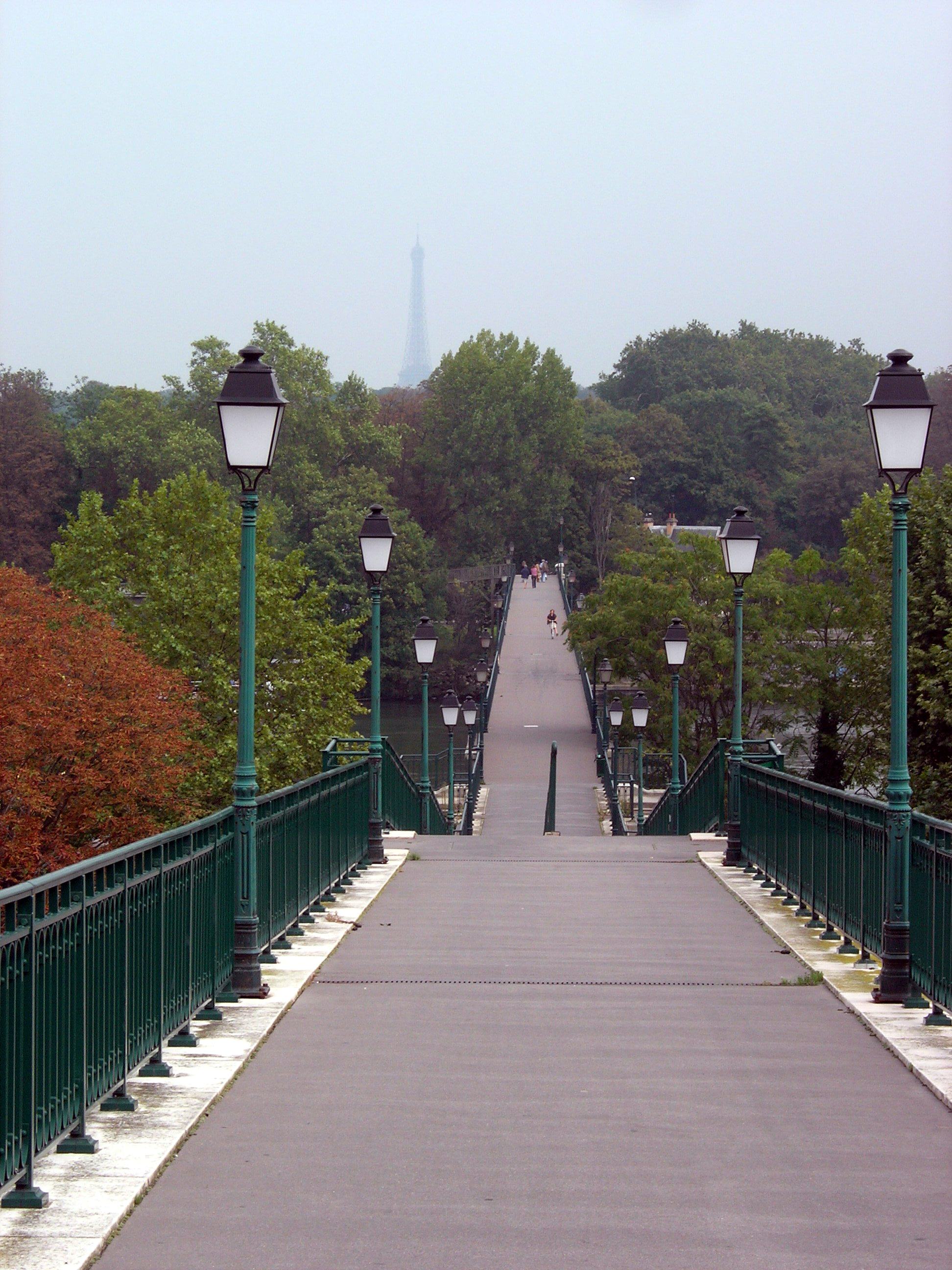
Vista de la pasarela hacia Paris
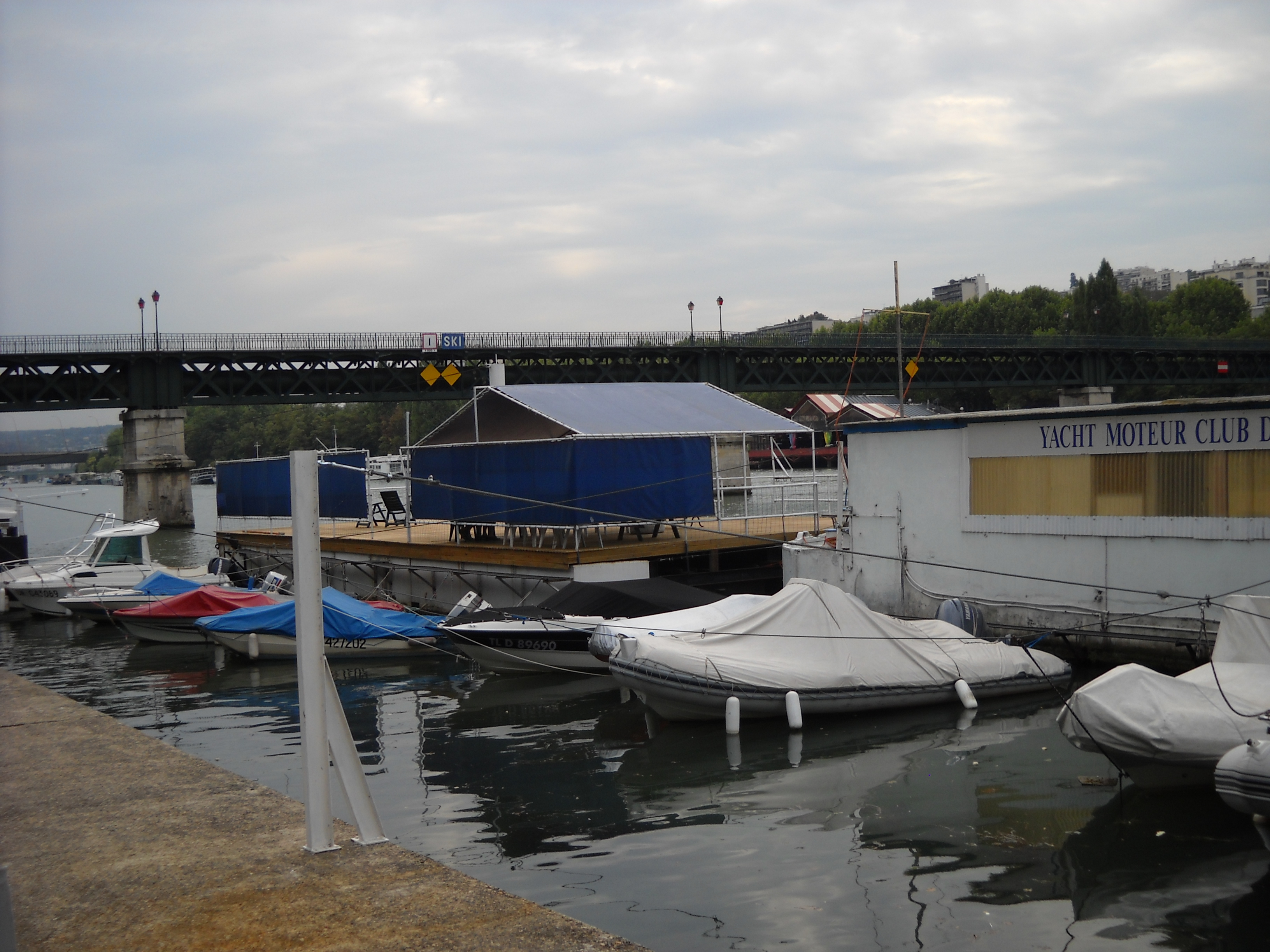
Vista de la pasarela hacia Saint-Cloud
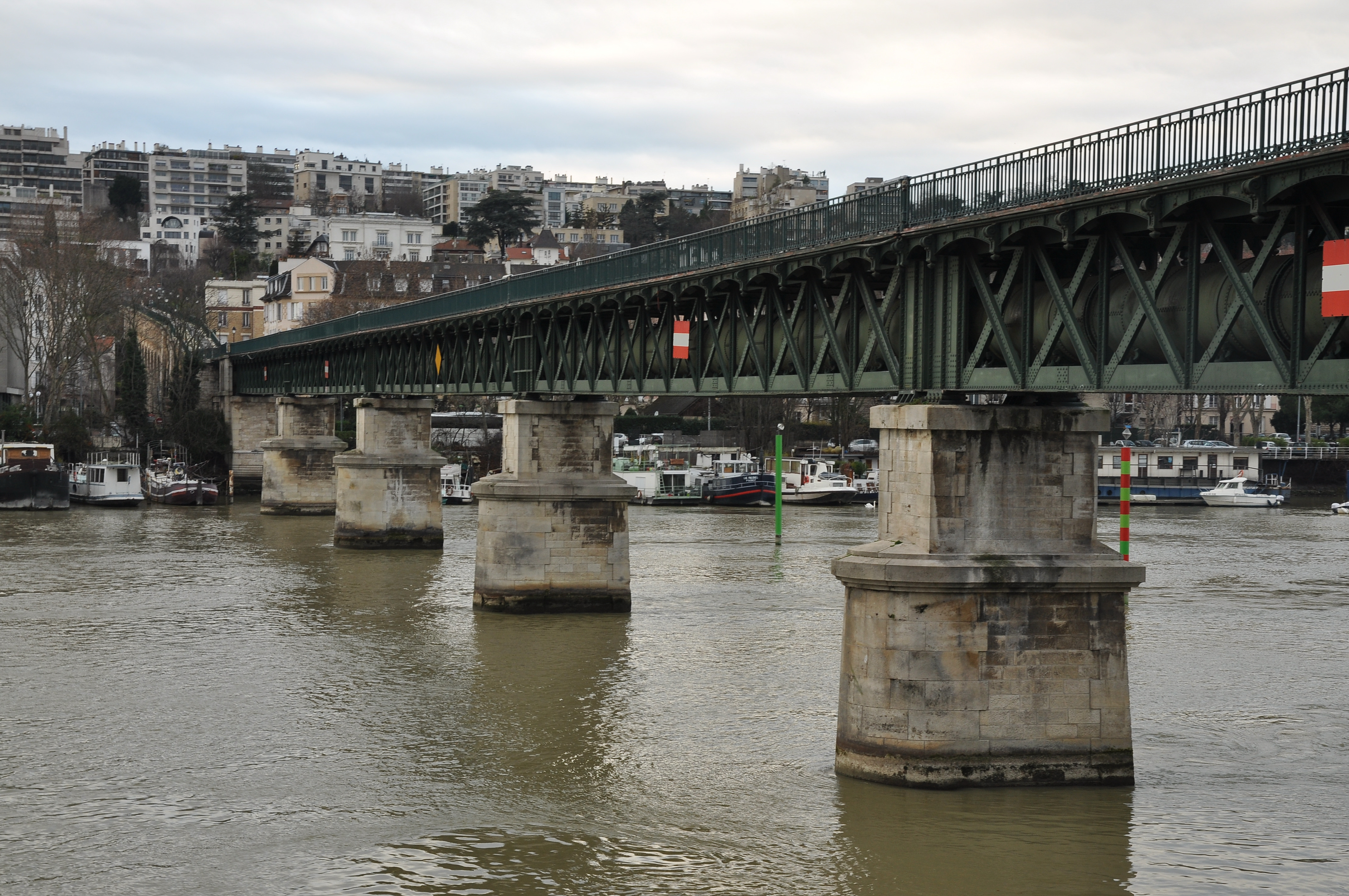
Vista del conjunto
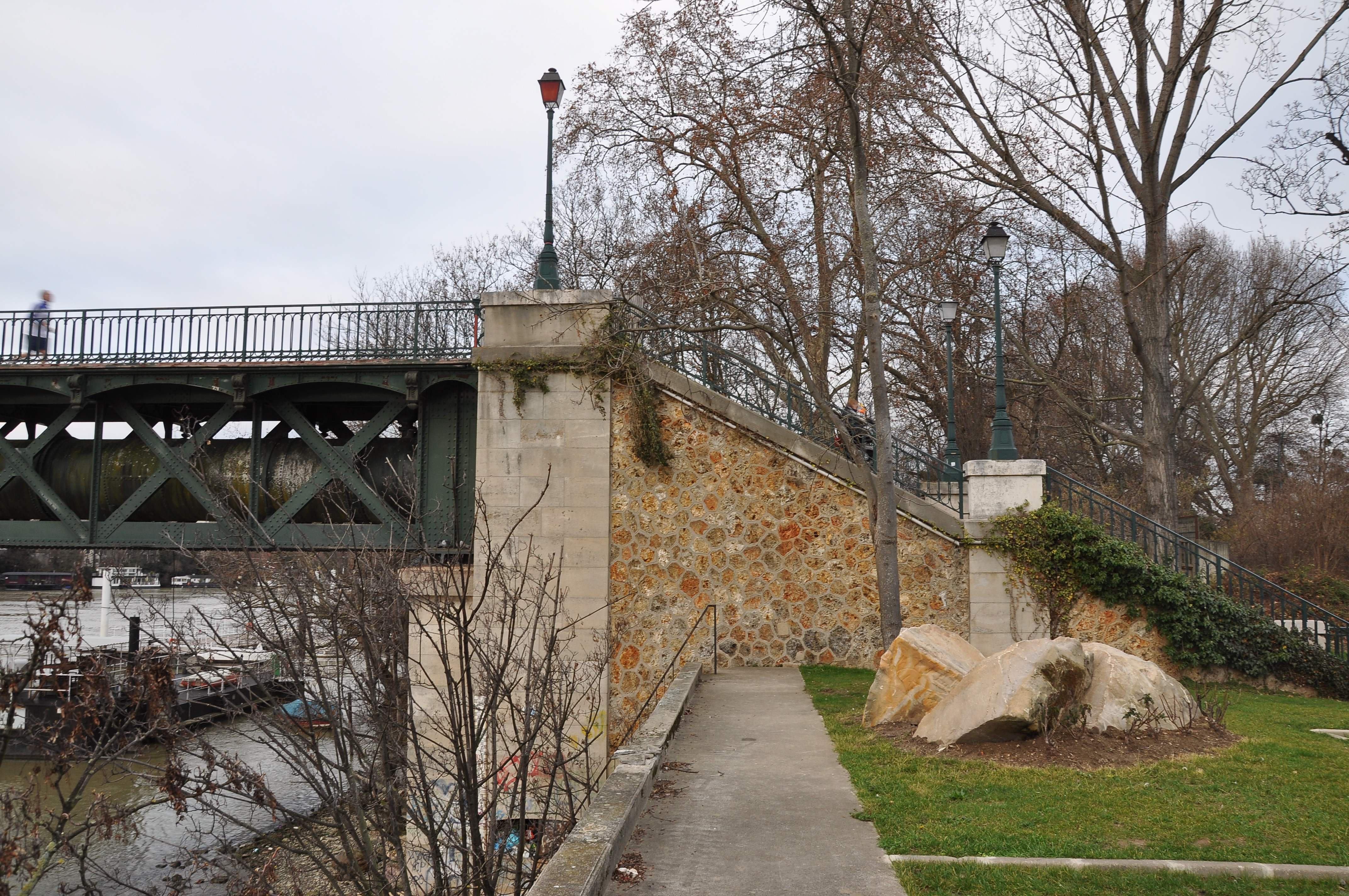
La entrada sur la pasarela lado Paris
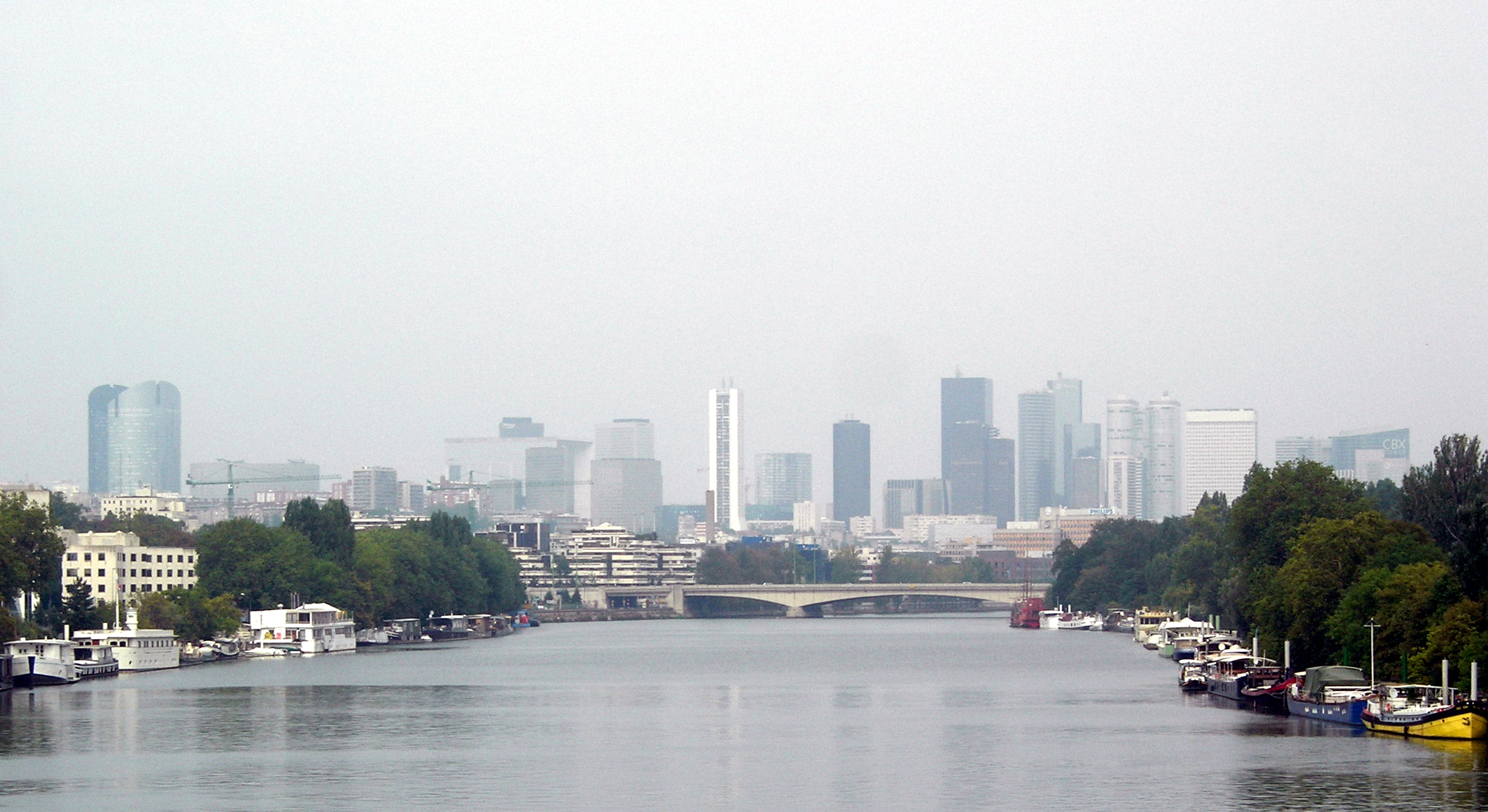
Vista de la Défense desde la pasarela coté Saint-Cloud
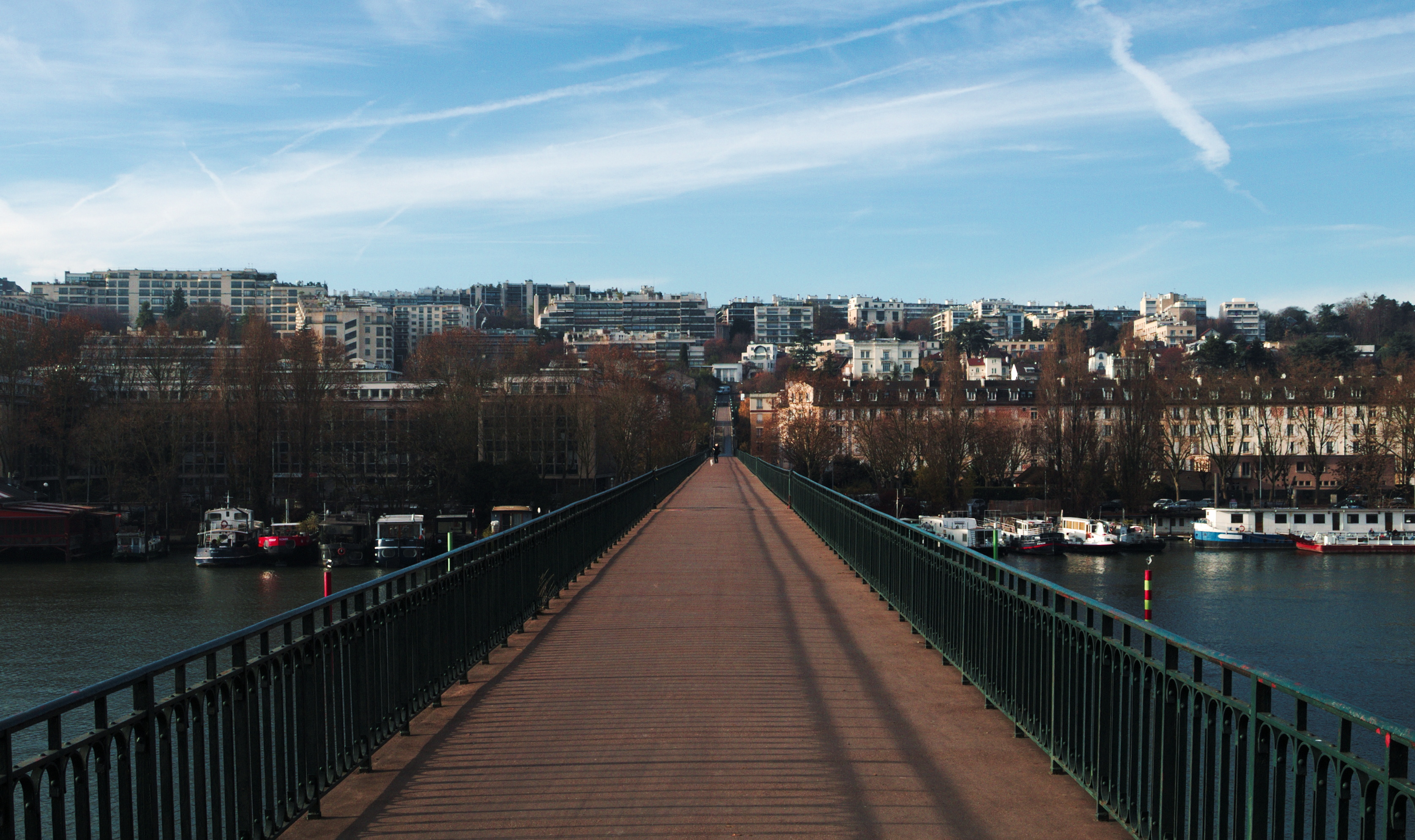
Vista de Saint Cloud desde le bout de la passerelle, lado Bois de Boulogne